# Julián Marcioni
Julián Marcioni (Cruz Alta, Córdoba, Argentina; 19 de marzo de 1998) es un futbolista argentino que se desempeña como delantero y juega en Patronato, de la Primera Nacional de Argentina.

## Trayectoria
Surgido de las inferiores de Newell's Old Boys, Julián Marcioni hizo su debut profesional el 18 de mayo de 2018, en la victoria 2 a 0 frente Deportivo Rincón, por el partido correspondiente de la primera ronda de la Copa Argentina 2018.
Sin lugar en el primer equipo de la 'lepra', las siguientes temporadas las pasó a préstamo en Independiente Rivadavia, Atlanta en dos períodos distintos y en Platense.
Una vez finalizado su contrato con el conjunto rosarino, se marchó a Agropecuario de la Primera Nacional, con los cuales, en dos temporadas, disputó 71 partidos y anotó 13 goles.
Para el Campeonato de Primera Nacional 2025, se une a Patronato.

## Estadísticas

### Clubes
Actualizado hasta su último partido disputado el 11 de julio de 2025.
| Club                              | Div.          | Temporada     | Liga  | Liga  | Liga   | Copas nacionales | Copas nacionales | Copas nacionales | Torneos internacionales | Torneos internacionales | Torneos internacionales | Total | Total | Total  |
| Club                              | Div.          | Temporada     | Part. | Goles | Asist. | Part.            | Goles            | Asist.           | Part.                   | Goles                   | Asist.                  | Part. | Goles | Asist. |
| --------------------------------- | ------------- | ------------- | ----- | ----- | ------ | ---------------- | ---------------- | ---------------- | ----------------------- | ----------------------- | ----------------------- | ----- | ----- | ------ |
| C. A. Newell's Old Boys Argentina | 1.ª           | 2017-18       | —     | —     | —      | 1                | 0                | 0                | —                       | —                       | —                       | 1     | 0     | 0      |
| C. A. Newell's Old Boys Argentina | 1.ª           | 2018-19       | 2     | 0     | 0      | 1                | 0                | 0                | —                       | —                       | —                       | 3     | 0     | 0      |
| C. A. Newell's Old Boys Argentina | 1.ª           | 2021          | —     | —     | —      | 4                | 0                | 0                | 2                       | 0                       | 0                       | 6     | 0     | 0      |
| C. A. Newell's Old Boys Argentina | Total club    | Total club    | 2     | 0     | 0      | 6                | 0                | 0                | 2                       | 0                       | 0                       | 10    | 0     | 0      |
| Independiente Rivadavia Argentina | 2.ª           | 2019-20       | 18    | 4     | 1      | 1                | 0                | 0                | —                       | —                       | —                       | 19    | 4     | 1      |
| Independiente Rivadavia Argentina | Total club    | Total club    | 18    | 4     | 1      | 1                | 0                | 0                | 0                       | 0                       | 0                       | 19    | 4     | 1      |
| C. A. Atlanta Argentina           | 2.ª           | 2020-21       | 10    | 4     | 0      | —                | —                | —                | —                       | —                       | —                       | 10    | 4     | 0      |
| C. A. Atlanta Argentina           | 2.ª           | 2022          | 33    | 1     | 1      | —                | —                | —                | —                       | —                       | —                       | 33    | 1     | 1      |
| C. A. Atlanta Argentina           | Total club    | Total club    | 43    | 5     | 1      | 0                | 0                | 0                | 0                       | 0                       | 0                       | 43    | 5     | 1      |
| C. A. Platense Argentina          | 1.ª           | 2021          | 5     | 0     | 0      | —                | —                | —                | —                       | —                       | —                       | 5     | 0     | 0      |
| C. A. Platense Argentina          | Total club    | Total club    | 5     | 0     | 0      | 0                | 0                | 0                | 0                       | 0                       | 0                       | 5     | 0     | 0      |
| Agropecuario Argentina            | 2.ª           | 2023          | 36    | 6     | 3      | —                | —                | —                | —                       | —                       | —                       | 36    | 6     | 3      |
| Agropecuario Argentina            | 2.ª           | 2024          | 34    | 7     | 3      | 1                | 0                | 0                | —                       | —                       | —                       | 35    | 7     | 3      |
| Agropecuario Argentina            | Total club    | Total club    | 70    | 13    | 6      | 1                | 0                | 0                | 0                       | 0                       | 0                       | 71    | 13    | 6      |
| C. A. Patronato Argentina         | 2.ª           | 2025          | 22    | 6     | 0      | —                | —                | —                | —                       | —                       | —                       | 22    | 6     | 0      |
| C. A. Patronato Argentina         | Total club    | Total club    | 22    | 6     | 0      | 0                | 0                | 0                | 0                       | 0                       | 0                       | 22    | 6     | 0      |
| Total carrera                     | Total carrera | Total carrera | 160   | 28    | 8      | 8                | 0                | 0                | 2                       | 0                       | 0                       | 170   | 28    | 8      |
| 1. 2.                             |               |               |       |       |        |                  |                  |                  |                         |                         |                         |       |       |        |